# Zarzon
Zarzon, in Giappone conosciuto come Satan of Saturn (サタンオブサターン?, Satan obu Satān), è uno sparatutto a schermata fissa per arcade edito da SNK nel 1981. Il titolo è concesso in licenza alla Taito per la pubblicazione in Nord America.

## Modalità di gioco
Ogni livello di Zarzon è suddiviso in due parti. La prima si svolge su una base terrestre con in cielo Saturno visto da lontano. Come in Space Invaders, l'astronave controllata dal giocatore si muove solo a sinistra e a destra e lo scopo sarà sparare agli UFO. Essi appariranno in due ondate. Nella prima si vedranno cinque gruppi di UFO, i quali si muovono casualmente; il giocatore potrebbe perdere una vita nel caso non ne colpisca uno che va poi a schiantarsi su una delle navi di riserva al centro della parte bassa dello schermo. Nella seconda scendono ripetutamente in diagonale. Dopo l'annientamento di tutti gli UFO appare una cometa e il giocatore può distruggerla per ottenere punti aggiuntivi.
La seconda e ultima parte è ambientata sulla superficie di Saturno. Qui il giocatore, sempre con la sua astronave, eliminerà sciami di alieni insettoidi che fuoriescono dalla loro navicella. Dopo la loro eliminazione appariranno i tre nemici finali, tre creature aliene alate che appaiono dall'alto, per poi scendere gradualmente nel loro svolazzare da sinistra a destra. Una volta tolti di mezzo anche questi nemici, il giocatore ripeterà la sessione ma con incremento della difficoltà.